# Валентни електрон
Валентни електрони су електрони последњег електронског омотача. Валентни електрони могу (али не морају) да учествују у стварању хемијских веза са другим атомима. Максимална валенца атома не може бити већа од броја валентних електрона. Код елемената главних група (1-2. и 13-18. група), број валентних електрона одговара броју електрона у s и p-орбиталама са највишим главним квантним бројем. Тако, нпр. кисеоник има електронску конфигурацију 1s2 22 24, и има 6 валентних електрона. Број валентних електрона је исти за све елементе једне групе периодног система.
У хемији је валентни електрон је електрон спољашње љуске атома, који може да учествује у формирању хемијске везе ако спољашња љуска није попуњена. У једнострукој ковалентној вези оба атома везе доприносе са једним валентним електроном при формирању заједничког пара. Присуство валентних електрона може да одређује хемијска својства елемента, као што је његова валенца — способност везивања за друге елементе, лакоћу успостављања веза, и број веза. Код елемената главне групе, валентни електрон може да постоји једино у спољашњој електронској љусци. Код прелазних метала валентни електрони исто тако могу да буду у унутрашњој љусци.
Атом са попуњеном љуском валентних електрона (што кореспондира електронској конфигурацији ) има тенденцију да буде хемијски инертан. Атоми који имају један или два валентна електрона више него што је потребно за затварање љуске, високо су реактивни из следећих разлога: 1) потребна је релативно мала енергија (у поређењу са енталпијом решетке) да се уклоне сувишни валентни електрони и формирају позитивни јони, 2) услед тога они имају тенденцију да било стекну недостајуће валентне електроне (формирајући негативни јон), или да деле валентне електроне (формирајући ковалентну везу).
Попут електрона у унутрашњим љускама, валентни електрони имају способност апсорбовања или отпуштања енергије у виту фотона. Стицање енергије може да покрене електрон да се помери (скочи) у спољашњу љуску; ово је познато као атомско побуђивање. Алтернативно електрон може да се ослободи из валентне љуске атома; ово је процес јонизације, при коме се формира позитивни јон. Када електрон изгуби енергију (при чему долази до емитовања фотона), он се може померити до унутрашње љуске која није потпуно заузета. Енергија валентних нивоа одговара главним квантним бројевима (n = 1, 2, 3, 4, 5 ...). Они се исто тако могу обележавати словима, као што је то случај у нотацији катодних зрака (K, L, M, …).

## Прелазни елементи
Код прелазних елемената и d електрони могу учествовати у грађењу веза, тако да привидан број валентних електрона може да варира. Стога је коришћење валентних електрона за предвиђање понашања прелазних метала врло непоуздано.

## Представљање
Валентни електрони могу бити приказани вртењем електронских љуски (као на слици десно). Често се приказују као тачке или крстићи („×“) око хемијског симбола елемента ({\displaystyle :{\ddot {O}}:} - за кисеоник).

## Број валентних електрона
Број валентних електрона једног елемента се може одредити помоћу групе периодног система (вертикалне колоне) у којој се елемент налази. Уз изузетак група 3–12 (прелазних метала), редни броја групе идентификује колико је валентних електрона повезано са неутралним атомом елемента наведеног у тој одређеној колони.
| Групе периодног система                      | Број валентних електрона |
| -------------------------------------------- | ------------------------ |
| Група 1 (I) (алкални метали)                  | 1                        |
| Група 2 (II) (земноалкални метали)             | 2                        |
| Групе 3-12 (прелазни метали)                 | 3–12                     |
| Група 13 (III) (борна група)                    | 3                        |
| Група 14 (IV) (угљенична група)                | 4                        |
| Група 15 (V) (азотна група)                   | 5                        |
| Група 16 (VI) (халкогени или кисеонична група) | 6                        |
| Група 17 (VII) (халогени)                       | 7                        |
| Група 18 (VIII или 0) (племенити гасови)         | 8                        |

## Електронска конфигурација
Електрони који одређују како атом хемијски реагује су они чија је просечна удаљеност од језгра највећа; то јест, они са највишом енергијом.
Код елемената главне групе, валентни електрони су дефинисани као они електрони који почивају у електронској љусци с највећим главним квантним бројем n. Стога, број валентних електрона које атом може да има зависи од електронске конфигурације на једноставан начин. На пример, електронска конфигурација фосфора (P) је  тако да је присутно 5 валентних електрона, што кореспондира максималној валенци за P од 5 као у молекулу 5; ова конфигурација се нормално скраћује са , где [] означава сржне електроне чија је конфигурација је идентична са племенитим гасом неоном.
Прелазни елементи имају парцијално попуњене ( енергетске нивое, који су веома блиско по енергији са  нивоом. Стога је за разлику од главне групе елемената, валентни електрон прелазног метала дефинисан као електрон који обитава изван језгра племенитог гаса. Генерално се  електрони у прелазним металима понашају као валентни електрони мада они нису у валентној љусци. На пример, манган (Mn) има конфигурацију ; то се скраћује са , при чему [] означава сржну конфигурацију идентичну оној код племенитог гаса аргона. У овом атому, 3d електрон има енергију сличну са оном 4s електрона, и много вишу од оне код 3s или 3p електрона. Заправо, постоји седам валентних електрона изван језгра које наликује на аргон; ово је конзистентно са хемијском чињеницом да може да има оксидационо стање од чак +7 (у перманганатном јону: MnO−
4).
Што се десније у серији прелазних метала елемент налази, то је нижа енергија електрона у d подгрупи, и то мање такав електрон има својства валентног електрона. Стога, мада атом никла у принципу има десет валентних електрона, његово оксидационо стање никад не прелази четири. За цинк, 3d подљуска је комплетна и понаша се слично сржним електронима.
Пошто је број валентних електрона који заправо учествују у хемијским реакцијама тешко предвидети, концепт валентног електрона је мање користан за прелазни метал него за елемент главне групе; d број електрона је алтернативни алат за разумевање хемије прелазног метала.

## Хемијске реакције
Број електрона у спољашњој валентној љусци атома одређује његово понашање при везивању. Елементи који могу да имају исти број валентних електрона су груписани заједно у периодном систему елемената. Као опште правило, елемент главне групе (осим водоника или хелијума) тежи да реагује тако да се формира затворена љуска, која кореспондира електронској конфигурацији . Ова тенденција се назива октетним правилом, јер сваки везани атом има осам валентних електрона укључујући заједничке електроне.
Најреактивнија врста металних елемената су алкални метали групе 1 (e.g., натријум или калијум). Њихови атоми имају само један валентни атом. Током формирања јонске везе која пружа неопходну енергију јонизације, тај један валентни електрон се лако губи, чиме се формира позитивни јон (катјон) са затвореном љуском (нпр., + или +). Земноалкални метали групе 2 (e.g., магнезијум) су донекле мање реактивни, јер сваки атом мора да изгуби два валентна електрона да би се формирао позитивни јон са затвореном љуском (нпр., 2+).
Унутар сваке групе (сваке колоне периодног система) метала, реактивност се повећава са сваким нижим редом табеле (од лаких до тешких елемената), јер тежи елементи имају више електронских љуски од лакших. Валентни електрони тежих елемената имају веће главне квантне бројеве (они су даље од језгра атома, и стога имају веће потенцијалне енергије, што значи да су они мање чврсто везани).
Атом неметала тежи да привуче додатне валентне електроне да би остварио попуњену валентну љуску. То се може остварити на два начина. Атом може или да дели електроне са суседним атомом (ковалентна веза), или може да уклони електроне из другог атома (јонска веза). Најреактивнија врста неметалног елемента је халоген (нпр., флуор (F) или хлор (Cl)). Такав атом има следећу електронску конфигурацију: , и стога му је потребан само један додатни валентни електрон да формира затворену љуску. При формирању јонске веза, халогени атом може да уклони електрон са другог атома и да формира анјон (нпр., −, −, etc.). При формирању ковалентне везе, један електрон из халогена и један електрон из другог атома формирају заједнички пар (нпр., у молекулу H–F, линија представља заједнички пар валентних електрона, један из H и један из F).
Унутар сваке групе неметала, реактивност се смањује са сваким нижим редом табеле (од лаких елемената до тешких елемената) у периодној табели, јер валентни електрони имају прогресивно више енергије и стога прогресивно формирају слабије везе. Заправо, кисеоник (најлакши елемент у групи 16) најреактивнији је неметал након флуора, мада он није халоген, јер валентна љуска халогена има виши главни квантни број.
У тим једноставним случајевима где важи правило октета, валенца атома је једнака броју електрона који су стечени, изгубљени или подељени при формирању стабилног октета. Међутим, постоји мноштво молекула који су изузеци, и за које валенце нису јасно дефинисане.

## Електрична проводљивост
Валентни електрони су исто тако одговорни за електричну проводљивост елемента, и стога се елементи могу класификовати као метал, неметал или полупроводник (или металоид).
Метални елементи генерално имају високу електричну проводност кад су у чврстом стању. У сваком реду периодног система, метали се јављају лево од неметала, и стога метали имају мањи број могућих валентних електрона него неметали. Међутим, валентни електрон атома метала има малу енергију јонизације, и у чврстом стању тај валентни електрон је релативно слободан да напусти атом да би се асоцирао са другим оближњим атомом. Такви „слободни” електрони се могу покретати под утицајем електричног поља, и кретање таквих електрона сачињава електричну струју. Оно је одговорно за електричну проводност метала. Бакар, алуминијум, сребро, и злато су примери добрих проводника.
Неметални елементи имају ниску електричну проводност. Они делују као изолатори. Такви елементи се налазе на десној страни периодног система, и имају валентну љуску која је бар до пола попуњена (изузетак је бор). Њихова енергија јонизације је велика, и електрон не може лако да напусти атом применом електрично поља, и стога такви елементи могу да проводе само веома мале електричне струје. Примери чврстих изолатора од чистих елемената су дијамант (алотроп угљеника) и сумпор.
Чврсто једињење које садржи метале може такође да буде изолатор, ако се валентни електрони атома метала користе за формирање јонских веза. На пример, иако је елементарни натријум метал, чврсти натријум хлорид је изолатор, јер се валентни електрон натријума преноси у хлор да би се формирала јонска веза, па се тај електрон не може лако померати.
Полупроводник има електричну проводност која је између металне и неметалне. Полупроводник се исто тако разликује од метала по томе што се полупроводничка проводност повећава са температуром. Типични полупроводници од чистих елемената су силицијум и германијум, чији сваки атом има четири валентна електрона. Особине полупроводника се најбоље објашњавају користећи теорију зона, као последица малог енергетског размака између валентног појаса (који садржи валентне електроне на апсолутној нули) и проводног појаса (на који се валентни електрони побуђују топлотном енергијом).